# Tshaima
Tshaima är ett berg i Finland. Det ligger i Enontekis i landskapet Lappland, i den norra delen av landet, 1 000 km norr om huvudstaden Helsingfors. Toppen på Tshaima är 782 meter över havet, eller 149 meter över den omgivande terrängen. Bredden vid basen är 2,4 km.
Terrängen runt Tshaima är huvudsakligen platt, men åt sydväst är den kuperad.  Trakten runt Tshaima är nära nog obefolkad, med mindre än två invånare per kvadratkilometer. Det finns inga samhällen i närheten. Omgivningarna runt Tshaima är i huvudsak ett öppet busklandskap.